# Трансгелін-2
Трансгелін-2 (англ. Transgelin 2) – білок, який кодується геном TAGLN2, розташованим у людей на короткому плечі 1-ї хромосоми.  Довжина поліпептидного ланцюга білка становить 199 амінокислот, а молекулярна маса — 22 391.
| 10         |  | 20         |  | 30         |  | 40         |  | 50         |
| ---------- |  | ---------- |  | ---------- |  | ---------- |  | ---------- |
| MANRGPAYGL |  | SREVQQKIEK |  | QYDADLEQIL |  | IQWITTQCRK |  | DVGRPQPGRE |
| NFQNWLKDGT |  | VLCELINALY |  | PEGQAPVKKI |  | QASTMAFKQM |  | EQISQFLQAA |
| ERYGINTTDI |  | FQTVDLWEGK |  | NMACVQRTLM |  | NLGGLAVARD |  | DGLFSGDPNW |
| FPKKSKENPR |  | NFSDNQLQEG |  | KNVIGLQMGT |  | NRGASQAGMT |  | GYGMPRQIL  |

A: Аланін

C: Цистеїн

D: Аспарагінова кислота

E: Глутамінова кислота

F: Фенілаланін

G: Гліцин

I: Ізолейцин

K: Лізин

L: Лейцин

M: Метіонін

N: Аспарагін

P: Пролін

Q: Глутамін

R: Аргінін

S: Серин

T: Треонін

V: Валін

W: Триптофан